# Trididemnum strigosum
Trididemnum strigosum is een zakpijpensoort uit de familie van de Didemnidae. De wetenschappelijke naam van de soort is voor het eerst geldig gepubliceerd in 1980 door Kott.